# لخبة ضعيفة
اللخبة الضعيفة (الاسم العلمي:Livistona exigua) هي نوع غير مؤكد من النباتات تتبع جنس اللخب من الفصيلة الفوفلية.